# Unmöglichkeitssatz von Balinski und Young
Nach dem Unmöglichkeitssatz von Balinski und Young kann kein (ganzzahliges) Sitzzuteilungsverfahren bei fester Gesamtsitzzahl gleichzeitig die Quotenbedingung erfüllen und frei vom Wählerzuwachsparadoxon sein. Er wurde 1982 von Peyton Young und Michel Balinski bewiesen.

## Interpretation
Der Satz ist interessant, weil beide damit unvereinbaren Forderungen als Mindestanforderungen an ein gerechtes Sitzzuteilungsverfahren gesehen werden können. Der Satz besagt also unmathematisch gesprochen, dass ein perfektes Sitzzuteilungsverfahren unmöglich ist. Er ermöglicht außerdem eine Einteilung der üblichen Sitzzuteilungsverfahren  in die der Quotenbedingung genügenden Quotenverfahren und die vom Wählerzuwachsparadoxon freien Divisorenverfahren.
Der Satz gilt allerdings nur unter bestimmten Voraussetzungen. Über Sitzzuteilungsverfahren mit zum Beispiel variabler Anzahl der Sitze oder variierbarem Stimmgewicht der einzelnen Sitze macht der Satz keine Aussagen. Weitere Ausnahmen sind in der detaillierten Beschreibung genannt.

## Mathematische Formulierung
Die Anzahl der Parteien sei {\displaystyle P}, die Anzahl der zu vergebenden Sitze {\displaystyle N}. Wir benennen die Zahlen der abgegebenen Stimmen mit {\displaystyle s_{1},s_{2},\dots ,s_{P}}, dabei ist {\displaystyle s_{1}} die Stimmenzahl von Partei 1 usw.
Ist {\displaystyle K} die Gesamtzahl der abgegebenen Stimmen, so stünden der Partei {\displaystyle i} rechnerisch {\textstyle q_{i}={\frac {N\cdot s_{i}}{K}}} Sitze zu, was natürlich in aller Regel zunächst keine ganze Zahl ergibt. Die {\displaystyle q_{i}} nennt man auch Quoten.
Ein Sitzzuteilungsverfahren ordnet jeder Stimmenverteilung {\displaystyle \left(s_{1},s_{2},\dots ,s_{P}\right)} eine Sitzverteilung {\displaystyle \left(m_{1},m_{2},\dots ,m_{P}\right)} zu, wobei die {\displaystyle m_{i}} natürliche Zahlen sind, die in der Summe {\displaystyle N} ergeben. Das Ergebnis soll nicht von der Reihenfolge der {\displaystyle s_{i}} abhängen, d. h. wenn {\displaystyle s_{i}} mit {\displaystyle s_{j}} vertauscht wird, dann sollen sich auch die zugeteilten Sitze {\displaystyle m_{i}} mit {\displaystyle m_{j}} vertauschen und sich sonst am Ergebnis nichts ändern.
Damit ein Sitzzuteilungsverfahren ganz gerecht wäre, müsste es mindestens die beiden folgenden Bedingungen erfüllen:
(Quot) Die Quotenbedingung
{\displaystyle \forall i:\left|q_{i}-m_{i}\right|<1}, d. h. die tatsächlich zugesprochene Sitzanzahl darf von der Quote nur um weniger als 1 abweichen.
(Mon) Populations-Monotonie
Wenn bei einer anderen Stimmenverteilung das Verhältnis der neuen Quoten {\displaystyle q_{i}'} und {\displaystyle q_{j}'} sich gegenüber dem Verhältnis der alten Quoten {\displaystyle q_{i}} und {\displaystyle q_{j}} zugunsten von Partei {\displaystyle i} verändert hat oder zumindest gleich geblieben ist, d. h. wenn
{\displaystyle {\frac {q_{i}'}{q_{j}'}}\geq {\frac {q_{i}}{q_{j}}}} bzw. {\displaystyle {\frac {s_{i}'}{s_{j}'}}\geq {\frac {s_{i}}{s_{j}}}},
dann soll Partei {\displaystyle i} mindestens so viele Sitze wie zuvor bekommen oder Partei {\displaystyle j} höchstens so viele wie vorher, insgesamt also:
{\displaystyle m_{i}'\geq m_{i}\lor m_{j}'\leq m_{j}}.
Anmerkung: Nicht berücksichtigt ist der Fall, dass zwei Parteien genau gleiche Quoten haben, so dass zwischen ihnen gelost werden müsste. Dieser Fall spielt aber für den folgenden Beweis keine Rolle.
Der Satz lautet nun:
Für {\displaystyle P\geq 4} und {\displaystyle N\geq 7} existiert kein populationsmonotones Zuteilungsverfahren, das der Quotenbedingung genügt.

## Beweis
Unterstellt, es gebe ein solches Verfahren.
Wir gehen zuerst von der Situation aus, dass sich folgende Quoten ergeben haben: {\displaystyle 5+\epsilon ,{\frac {2}{3}},{\frac {2}{3}},{\frac {2}{3}}-\epsilon ,q_{5},\dots ,q_{P}}, wobei {\displaystyle q_{5}} bis {\displaystyle q_{P}} natürliche Zahlen seien und {\displaystyle \epsilon } eine kleine positive reelle Zahl (in der Tat notwendigerweise rational). Welche konkrete Stimmenverteilung {\displaystyle \left(s_{1},s_{2},\dots ,s_{P}\right)} zu diesen Quoten geführt hat, ist hier nicht wichtig. Man muss sich nur klarmachen, dass es eine solche Stimmenverteilung zu diesen Quoten gibt. Für später anzumerken ist: Da {\displaystyle q_{1}} bis {\displaystyle q_{4}} sich auf 7 addieren, ist {\displaystyle \sum _{i=5}^{P}q_{i}=N-7}.
Da unser Verfahren die Quotenbedingung erfüllt, gilt {\displaystyle m_{1}\geq 5} und {\displaystyle 0\leq m_{2},m_{3},m_{4}\leq 1} und {\displaystyle m_{i}=q_{i}} für {\displaystyle i\geq 5}.
Dann ist {\displaystyle m_{2}+m_{3}+m_{4}\leq N-5-(N-7)=2}, also muss mindestens eine der Parteien 2 bis 4 leer ausgehen. Aufgrund der Populationsmonotonie kommt nur Partei 4 in Frage (Begründung hierzu: Man vertausche die Quoten von Partei 3 und Partei 4 – wodurch sich auch die zugeordneten Sitze vertauschen müssen, da das Ergebnis nicht von der Reihenfolge abhängen darf und alle Parteien gleich behandelt werden müssen – und wende das Populationsmonotonie-Kriterium an). D.h. {\displaystyle m_{4}=0}.
Nun betrachten wir einen anderen Wahlausgang; als Quoten haben sich ergeben: {\displaystyle 4-\epsilon ,2,{\frac {1}{2}},{\frac {1}{2}}+\epsilon ,q_{5}',\dots ,q_{P}'}, wobei wieder {\displaystyle q_{5}'} bis {\displaystyle q_{P}'} natürliche Zahlen seien; das {\displaystyle \epsilon } sei das gleiche wie oben.
Nach der Quotenbedingung gilt {\displaystyle m_{1}'\leq 4} und {\displaystyle m_{2}'=2} und {\displaystyle 0\leq m_{3}',m_{4}'\leq 1}, sowie {\displaystyle m_{i}'=q_{i}'} für {\displaystyle i\geq 5}.
Dann ist {\displaystyle m_{3}'+m_{4}'\geq N-4-2-(N-7)=1}, also können nicht {\displaystyle m_{3}'} und {\displaystyle m_{4}'} beide 0 sein, d. h. mindestens eine der beiden Zahlen ist 1. Wieder wegen der Populationsmonotonie muss auf jeden Fall {\displaystyle m_{4}'=1} sein.
Es hat sich also gegenüber der ersten Wahl Partei 1 verschlechtert und Partei 4 verbessert. Wegen der Populationsmonotonie darf es nicht möglich sein, dass sich zugleich die Quote von Partei 1 im Verhältnis zur Quote von Partei 4 verbessert hat oder gleich geblieben ist (denn daraus würde lt. Populationsmonotonie folgen, dass sich Partei 1 verbessern oder Partei 4 verschlechtern muss). Es muss also gelten: {\displaystyle {\frac {q_{1}'}{q_{4}'}}<{\frac {q_{1}}{q_{4}}}\Leftrightarrow {\frac {4-\epsilon }{{\frac {1}{2}}+\epsilon }}<{\frac {5+\epsilon }{{\frac {2}{3}}-\epsilon }}\Leftrightarrow \epsilon >{\frac {1}{61}}}.
Da jedoch (bei hinreichend großer Gesamtstimmenzahl {\displaystyle K}) durchaus {\displaystyle \epsilon \leq {\frac {1}{61}}} möglich ist, führt die Annahme, es gebe ein Verfahren, das Quotenbedingung und Populationsmonotonie zugleich erfüllt, zu einem Widerspruch. Somit ist die Unmöglichkeit eines solchen Verfahrens bewiesen.
Bemerkung: Der obige Beweis gilt in dieser Form nicht im Fall {\displaystyle P=4,N>7}. Außerdem verlangt er implizit, dass {\displaystyle K} „hinreichend groß“ (damit {\displaystyle K{\mathord {\cdot }}\epsilon } auch für {\displaystyle \epsilon \leq {\frac {1}{61}}} ganzzahlig ist) und durch 3 teilbar ist (sonst könnten Quoten {\displaystyle {\tfrac {1}{2}}} und {\displaystyle {\tfrac {2}{3}}} nicht auftreten). Diese Schwierigkeiten lassen sich durch entsprechende Feinarbeit aus dem Weg räumen.